# Tendre Poulet
Pour les articles homonymes, voir Poulet.
Série
On a volé la cuisse de Jupiter
(1980)
Pour plus de détails, voir Fiche technique et Distribution.
Tendre Poulet est une comédie policière française coécrite et réalisée par Philippe de Broca, sortie en 1978. Il s'agit de l'adaptation du roman Le Commissaire Tanquerelle et le Frelon de Jean-Paul Rouland et Claude Olivier,.

## Synopsis
Lise Tanquerelle (Annie Girardot), commissaire de police, a la surprise de constater que le cyclomotoriste qu'elle vient de heurter avec sa voiture n'est autre qu'Antoine Lemercier (Philippe Noiret), un ancien camarade de classe qu'elle n'a pas vu depuis vingt-cinq ans. Ces retrouvailles donnent lieu à un coup de foudre, mais Lise cache sa profession à Antoine, devenu professeur de grec et farouchement anti-police. Parallèlement à cette romance naissante, Lise doit enquêter sur une série de meurtres bizarres : trois députés assassinés successivement, un poinçon planté dans le dos.

## Fiche technique
Sauf indication contraire, les informations mentionnées dans cette section peuvent être confirmées par la base de données cinématographiques Unifrance,  présente dans la section « Liens externes ».
- Titre original : Tendre Poulet
- Réalisation : Philippe de Broca
- Scénario : Michel Audiard et Philippe de Broca, d'après le roman Le commissaire Tanquerelle et le Frelon de Jean-Paul Rouland et Claude Olivier[2], publié en 1976.
- Musique : Georges Delerue
- Direction artistique : François de Lamothe
- Costumes : Catherine Leterrier
- Photographie : Jean-Paul Schwartz
- Son : Bernard Bats
- Montage : Françoise Javet
- Production : Robert Amon, Georges Dancigers et Alexandre Mnouchkine

Production déléguée : Alexandre Mnouchkine
- Sociétés de production : Mondex Films et Les Films Ariane
- Sociétés de distribution : CCFC-GEF
- Pays d’origine :  France
- Langue originale : français
- Format : couleur (Eastmancolor) — 35 mm — 1,66:1 — son Mono
- Genre : comédie policière
- Durée : 105 minutes
- Date de sortie : France : 18 janvier 1978
- Affiche : René Ferracci (France)

## Distribution
- Annie Girardot : la commissaire Lise Tanquerelle
- Philippe Noiret : Antoine Lemercier, professeur de grec ancien à la Sorbonne et choriste amateur
- Catherine Alric : Christine Vallier, la maîtresse de Mignonac et de quelques autres
- Hubert Deschamps : M. Charmille, le concierge
- Paulette Dubost : Simone, la mère de Lise Tanquerelle
- Roger Dumas : l'inspecteur Marcel Guérin
- Raymond Gérôme : le directeur de la PJ
- Guy Marchand : le commissaire Beretti
- Simone Renant : Suzanne, la tante de Lise Tanquerelle
- Georges Wilson : le docteur Alexandre Mignonac, député d'Aurillac
- Monique Tarbès : la dame pipi
- Henri Czarniak : l'inspecteur Cassard
- Maurice Illouz : l'inspecteur Picot
- Georges Riquier : le professeur Pelletier
- Alain David : le doyen Lavergne
- Gabriel Jabbour : le médecin légiste
- Armelle Pourriche : Catherine Tanquerelle, la fille de Lise
- Michel Rocher : le laborantin
- Jacques Boudet : l'homme élégant
- Anna Gaylor : la concierge de Lemercier
- Jacques Frantz : l'inspecteur Verdier
- Francis Lemaire : Antonio, le coiffeur efféminé
- Jacqueline Doyen : Mme Melun, la postière
- Roger Muni : le tailleur
- Sarah Sterling : Berthe
- Michel Audiard : Le mainate (voix)
- Gilbert Richard : le speaker
- Bernard Spiegel : un journaliste
- Colette Duval : la pharmacienne
- Jean-Pierre Rambal : le garçon de café à l'hostellerie de la « Tête Noire »
- Guy Anthony : M. de Grandville, député du Calvados
- Guy Di Rigo : Maurice Rombard, député de Saint-Denis
- Michel Norman : Albert, un inspecteur (non crédité)
- René Lefèvre-Bel : le ministre de l'intérieur (non crédité)

## Production

### Genèse et développement
En 1977, le producteur Robert Amon propose à Philippe de Broca l'adaptation du roman Le Commissaire Tanquerelle et le Frelon de Jean-Paul Rouland et Claude Olivier. Durant la production, le titre du film se lit Le Frelon, avant de le modifier en La Commissaire a de jolies menottes et, quelques semaines avant sa sortie, en Tendre Poulet,.

### Tournage
Le tournage a lieu à Paris et sa région parisienne ainsi qu'à Honfleur, entre 13 juin et 19 août 1977 :
- Place du Louvre (1er), devant l'église Saint-Germain-l'Auxerrois : scène d'ouverture de Lise à la pâtisserie et scène du récital d'Antoine avant l'orage.
- Salle Wagram : scène de boxe et de l'interrogatoire de la «dame pipi»
- Le croisement des rues Debelleyme et de Poitou, en plein cœur du quartier du Marais (3e) : scènes de l'accrochage et de la pharmacie en début de film.
- La maison de Lise Tanquerelle se situe au 138, rue Léon-Maurice-Nordmann (13e).
- La Sorbonne (5e) : plusieurs scènes intérieures.
- La Brasserie Gallopin, rue Notre-Dame-des-Victoires (2e) : scène de l'orage quand les musiciens et choristes se retrouvent pour boire un verre.
- Le croisement des rues Vulpian, du Champ de l'Alouette, Corvisart et des Cordelières ainsi que la place de Rungis (13e) : scène de l'embouteillage alors que l'équipe de Lise est accompagnée d'Antoine, ignorants qu'ils sont policiers.
- L'avenue Vélasquez (8e) : logement d'Alexandre Mignonnac.
- La place du Trocadéro (16e), place de la Concorde (8e) et quai de la Corse (4e) : scène où Lise change de véhicules pour interroger alternativement Christine et Mignonnac.
- Le square René-Viviani (5e) : scène du rendez-vous entre Lise et Antoine, interrompu par un nouveau meurtre.
- L'avenue du Général-de-Gaulle et place de la République (Levallois-Perret) : scène de la manifestation et deuxième meurtre.
- 23, rue Henri-Robert (1er), censé être le 23, rue de la Montagne-Sainte-Geneviève (5e) : scène où Lise apporte un courrier à Antoine.
- La résidence Le Monastère (Ville-d'Avray) et allée Florent-Schmitt (Saint-Cloud) : la résidence où vit Christine et où Monsieur Charmille est gardien. Usine Clipardi, aujourd'hui le cinéma Les 3 Pierrots.
- Le 36, quai des Orfèvres : scène de sortie de Mignonnac et de Christine et d'entrée de Lise[5].
- Les plans rapides de la cathédrale Notre-Dame de Paris (4e) et des jardins du Louvre (1er) : scène où la voiture de police se précipite à la Gare Saint-Lazare.
- La gare de Paris-Austerlitz (13e), censée être la gare de Paris-Saint-Lazare (8e) : scène où Lise rejoint Antoine dans son wagon.
- L'école maternelle du 140, rue Léon-Maurice-Nordmann : scène où Lise récupère sa fille à la sortie de l'école.
- Honfleur, le long du bassin de l'Est : Lise rejoint Antoine en voiture.
- La rue de Rivoli, place des Pyramides (1er) : poursuite de police.
- Le Café de l'Arbalète, 2, rue de l'Arbalète (5e) : scène où Antoine et Charmille discutent du passé.
- La place André Malraux (1er), place du Carrousel (1er), place Saint-Germain-des-Prés (6e), place des Victoires (2e), rue Claude-Bernard (5e) : parcours (peu crédible) quand Lise part récupérer Antoine.
- Les rues Broca, puis Édouard-Quénu (5e) : scène finale quand la voiture se retourne.
- La place Saint-Médard et bas de la rue Mouffetard (5e) : scène du générique de fin, quand Lise et Antoine s'éloignent.

### Musique
La bande originale est composée par Georges Delerue, sortie par Déesse en 1977.
| 1.    | Générique de fin              | 2:11 |
| 2.    | Gloria In Excelsis Deo        | 1:14 |
| 3.    | Agnus Dei                     | 1:23 |
| 4.    | Antoine et Lise               | 2:00 |
| 5.    | Le jardin de Lise             | 2:19 |
| 6.    | Lever du jour                 | 1:32 |
| 7.    | Christine en bicylette        | 1:35 |
| 8.    | Le meurtre                    | 1:05 |
| 9.    | Lise va arrêter Charmille     | 1:24 |
| 10.   | Christine's Blues             | 4:20 |
| 11.   | Le départ pour Honfleur       | 4:43 |
| 12.   | Antoine et Lise               | 2:08 |
| 13.   | La solitude de Lise           | 1:30 |
| 14.   | Petite fanfare                | 0:35 |
| 15.   | Antoine et Lise se retrouvent | 1:35 |
| 36:17 |                               |      |

## Accueil

### Critique
Philippe Piazzo du Télérama prévient que, « sur fond d'assassinats mystérieux, c'est une comédie comme de Broca savait en réussir, jadis. Une love story sans temps mort, nourrie de personnages secondaires savoureux. À l'image d'une Annie Girardot survoltée, le cinéaste filme sa course-poursuite sur un rythme effréné ».
Selon le critique Jacques Siclier du Monde : « Tendre poulet est une adaptation massacre du Frelon. On a détruit la construction très originale de l'intrigue (trois points de vue subjectifs, dont celui de l'assassin). On a modifié la vie familiale de Tanquerel pour lui faire vivre une idylle sentimentale avec un professeur de grec (Philippe Noiret), et les victimes du meurtrier au poinçon sont, ici, des parlementaires de droite et de gauche partageant les faveurs d'une femme légère. Raisons commerciales ? ».

### Box-office
En 1978, le film compte 1 790 827 entrées en France, dont 565 422 dans les salles parisiennes.

## Adaptation
En 1978, à la suite de la projection du film Tendre Poulet devenu Dear Inspector aux États-Unis, le producteur Dean Hargrove reprend cette idée en un pilote de série télévisée intitulée Dear Detective, avec Brenda Vaccaro en l'inspecteur Kate Hudson. Elle s’arrête au bout de quatre épisodes faute d'audience.

## Suite
Ce film a une suite intitulée On a volé la cuisse de Jupiter (1980), réalisé par Philippe de Broca, dans lequel Lise et Antoine passent leur voyage de noces en Grèce. Plusieurs autres acteurs y apparaissent dans des rôles différents, notamment Catherine Alric qui joue un second rôle important dans chacun des deux films.

### Bibliothèque
- Le Commissaire Tanquerelle et le Frelon, Denoël, coll. « Sueurs froides », Paris (1976), en collaboration avec Claude Olivier.

### Internet
- Tendre Poulet, les erreurs du film